# Peter Henlein
Peter Henlein (Nuremberg, c. 1479 - Nuremberg, agosto de 1542) foi um relojoeiro alemão de Nuremberga, considerado o inventor do relógio de bolso.